# De zomerreis
De zomerreis is een bundel korte schetsen en beschrijvingen van Arthur van Schendel (1874-1946) die verscheen in 1938.

## Geschiedenis

### Ontstaan en receptie
In de jaren 1931 tot en met 1937 verschenen verschillende stukken van Van Schendel in De Gids, De Indische Verlofganger (waaronder het titelverhaal) en Het Vaderland. De manuscripten (uit 1930 tot en met 1937) zijn verloren gegaan. In 1938 werden de stukken gebundeld in De zomerreis. In de inleiding geeft de schrijver aanwijzingen van hoe op reis te gaan, en daarbij zeker enkele boeken mee te nemen die bovendien ook een reis naar andere landen kunnen betekenen. Vervolgens bevat de bundel opstellen over reizen en over bezochte plaatsen. Menno ter Braak besprak de bundel lovend, en maakte daarin vooral een vergelijking tussen de verschillende stijlen van Van Schendel en Simon Vestdijk.

### Uitgave
De uitgave werd gezet uit de Letter van Janson en de typografie was van Henri Friedlaender. Als uitgever trad op de Haagse L.J.C. Boucher, die de bundel onderbracht, als twaalfde deel, in de serie Folemprise. Van de uitgave bestaat een luxe editie van tien romeins op de pers genummerde exemplaren op Pannekoek Renaissance-papier. Er vond geen herdruk plaats, en het werd daarna voor het eerst opgenomen in het Verzameld werk (5e deel uit 1977). In 1944 verscheen wel De dans van Binche als afzonderlijk uitgaafje.